# Dome (Ghana)
Koordinaten: 5° 39′ N, 0° 14′ W
Dome ist eine Stadt im westafrikanischen Staat Ghana.
Sie ist in der Greater Accra Region gelegen und hatte bei der letzten Volkszählung des Landes am 26. März 2000 29.618 Einwohner. Hochrechnungen für den 1. Januar 2007 folgend leben zurzeit ca. 56.655 Menschen in Dome, was die Stadt an Position der 20 größten Städte des Landes bringt.